# Cute Is What We Aim For
Cute Is What We Aim For (ou CIWWAF) é uma banda formada em 2005 em Buffalo, Nova York e que atualmente tem contrato assinado com a gravadora Fueled by Ramen. As principais influências musicais são Taking Back Sunday, Blink 182, Smashing Pumpkins, Goldfinger, Dave Matthews, The Academy Is... e Led Zeppelin.[carece de fontes?]

## Membros
- Shaant Hacikyan - vocal (2005-presente)
- Jeff Czum - guitarra/piano (2005-presente)
- David Andrew Melillo - baixo (2008-presente)

### Ex-membros
- Jack Marin baixo (2006 - 2007)
- Fred Cimato baixo (2005-2006, 2007-2008)
- Tom Falcone - bateria (2005-2008)

## Discografia

### Álbuns
- 2006 - The Same Old Blood Rush with a New Touch
- 2008 - Rotation

## Vídeografia
- "Theres A Class For This" - 2006
- "The Curse Of Curves" - 2006
- "Practice Makes Perfect" - 2008
- "Doctor" - 2009

## Singles
- "There's A Class For This"
- "Hollywood"
- "The Curse Of Curves"
- "Doctor"
- "Practice Makes Perfect"
- "Navigate Me"